# Cheile Lăpușului (sit SCI)
Cheile Lăpușului este o arie protejată (arie specială de conservare — SAC, sit de importanță comunitară — SCI) din România, desemnată în scopul protejării biodiversității și menținerii într-o stare de conservare favorabilă a florei spontane și faunei sălbatice, precum și a habitatelor naturale de interes comunitar aflate în arealul zonei de protecție. Aceasta se întinde pe o suprafață de 1.714,4 ha, integral pe uscat.

## Localizare
Situl se întinde pe teritoriile administrative ale comunelor: Boiu Mare, Coaș, Copalnic-Mănăștur, Șomcuta Mare, Remetea Chioarului, Târgu Lăpuș și Vima Mică din județul Maramureș. Centrul sitului Cheile Lăpușului este situat la coordonatele 47°26′14″N 23°38′22″E / 47.437214°N 23.639556°E.

## Înființare
Arealul Cheile Lăpușului a fost declarat sit de importanță comunitară (ROSCI0030) în decembrie 2007 pentru a proteja 3 specii de animale. Situl a fost protejat și ca arie specială de conservare în mai 2022. Acesta include rezervația naturală Cheile Lăpușului (între Groapele și Împreunături).

## Biodiversitate
Situată în ecoregiunea continentală din bazinului hidrografic al râului Lăpuș, aria protejată conține 7 habitate naturale: Cursuri de apă din zonele de câmpie, până în cele montane, cu vegetație din Ranunculion fluitantis și Callitricho - Batrachion, Liziere de ierburi înalte hidrofile de câmpie și de nivel montan până la alpin, Păduri de fag de tip Luzulo-Fagetum, Păduri de stejar și carpen Galio - Carpinetum, Păduri pe pante, grohotișuri și ravene de Tilio-Acerion, Păduri aluvionare cu Alnus glutinosa și Fraxinus excelsior (Alno-Padion, Alnion incanae, Salicion albae) și Păduri dacice de fag (Symphyto-Fagion).
La baza desemnării sitului se află 3 specii faunistice (un amfibian, un mamifer, și o insectă) protejate la nivel european sau aflate pe lista roșie a IUCN; astfel: ivorașul cu burtă galbenă (Bombina variegata),  vidra de râu (Lutra lutra) și gândacul de pârâu (Carabus variolosus).